# Biserica de lemn din Boroșești, Iași

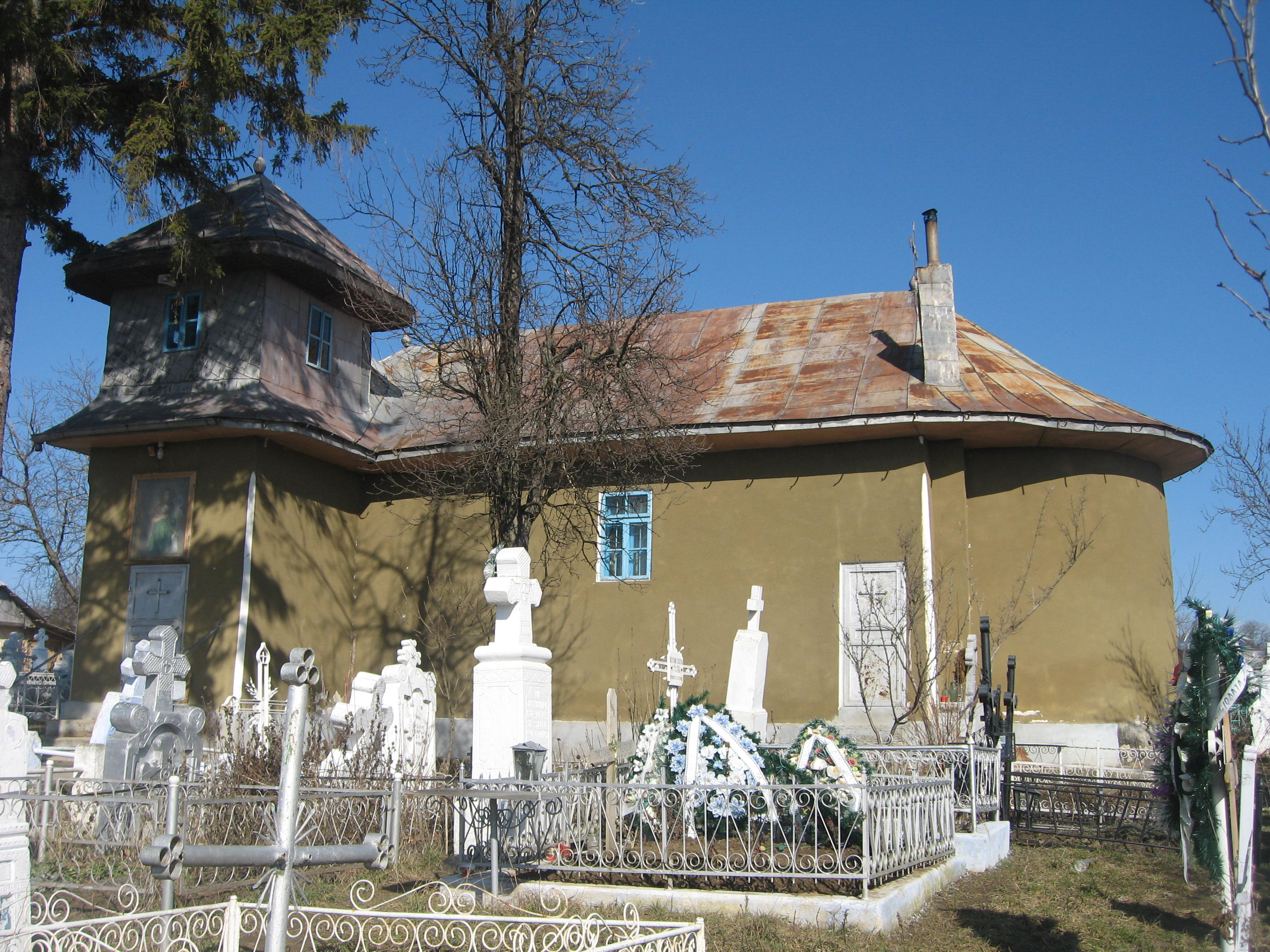
Biserica de lemn din Boroşeşti.

Biserica de lemn cu hramul Nașterea Sf. Ioan Botezătorul (Sânziene) din Boroșești a fost construită în anul 1812 și reconstruită pe vechea temelie în 1868 în satul Boroșești din comuna Scânteia (aflată în județul Iași, la o distanță de circa 30 km sud de municipiul Iași). Ea se află localizată în cimitirul din centrul satului. 
Biserica de lemn din Boroșești a fost inclusă pe Lista monumentelor istorice din județul Iași din anul 2015, având codul de clasificare cod LMI IS-II-m-B-04107. 

## Istoric
Satul Borosești s-a aflat în vechiul ținut Vaslui. Înainte de anul 1809 aici, în satul Boroșești din vechiul ținut al Vasluiului a existat un schit denumit Schitul Boroșești. În anul 1812, pe moșia lui Rateș Iepureanu aflată în vârful unui deal din nordul satului, a fost construită o biserică de lemn pentru schit.
Biserica de lemn a ars probabil după 1860, iar în 1868 boierul Manolache Costache Epureanu (1820-1880) a construit o nouă biserică din lemn, pe temelia celei vechi. Lucrările de construcție s-au desfășurat sub îngrijirea preotului Vasile Moise și a unui enoriaș cu numele de Grigoraș.  În biserică a fost amplasată o catapeteasmă, adusă de la un fost schit din poiana pădurii Epitropiei Sf. Spiridon, unde fusese o biserică. Aceasta a fost tăiată pe margini cu ferăstrăul pentru a încăpea în noua biserică, bucăți din catapeteasmă fiind montate în pridvor. 
În perioada 1930-1937, s-au efectuat lucrări de reparații la biserica de lemn. În 1968 a fost înlocuit acoperișul inițial de șiță cu unul din tabla, au fost căptușiți pereții de lemn ai clopotniței cu tablă și s-a tencuit biserica pe exterior. Pereții au fost văruiți în culoarea albă. În perioada 1995-2000, s-au efectuat o serie de reparații curente, fiind revopsit interiorul, iar pereții exteriori au fost retencuiți și văruiți în culoarea kaki. 
Biserica nu este pictată în interior, pereții săi fiind recent zugrăviți în culorile galben, albastru și roșu. Catapeteasma datează din secolul al XIX-lea, pictura sa fiind refăcută. Ea provine de la Schitul din Pădurea Boroșești (care aparținea de Epitropia Sf. Spiridon), iar icoana "Crucea răstignirii" datează din secolul al XVIII-lea.
În curtea bisericii se află trei cruci executate în secolul al XIX-lea de pietrari locali, două dintre ele fiind decorate cu modelul folcloric "soarele și luna", întâlnit și la alte pietre de mormânt din curtea mai multor biserici aflate în sudul județului Iași. 

## Arhitectura bisericii
Biserica de lemn din Boroșești este construită din bârne masive de brad și grinzi orizontale din lemn, cioplite din material brut și îmbinate direct prin cioplire în rame formate din stâlpi și grinzi. Interiorul a fost placat cu un strat de scânduri subțiri, iar tavanul este din scânduri groase din lemn de brad. În secolul al XX-lea, pereții de lemn au fost tencuiți și văruiți (inițial cu alb, iar apoi cu kaki). Lăcașul de cult este așezat pe o temelie din piatră. 
Construcția are formă dreptunghiulară, cu altar semicircular. De clădirea bisericii este adosată pe latura de sud o clopotniță, pe sub care se află pridvorul de acces. În interior, ea este compartimentată în 4 încăperi: pridvor, pronaos, naos și altar. În partea sudică a pronaosului se află o galerie sprijinită pe stâlpi de lemn și înălțată la 2 m de pardoseală. Din această galerie se pătrunde în clopotniță, printr-o ușiță situată desupra ușii de acces în naos.  Bolta naosului are o formă cilindrică și este realizată din lemn de stejar.
Acoperișul bisericii era inițial din șiță, acesta fiind înlocuit în 1966 cu unul de tablă. Ușa actuală a bisericii este din tablă vopsită în culoarea albă.        

## Imagini

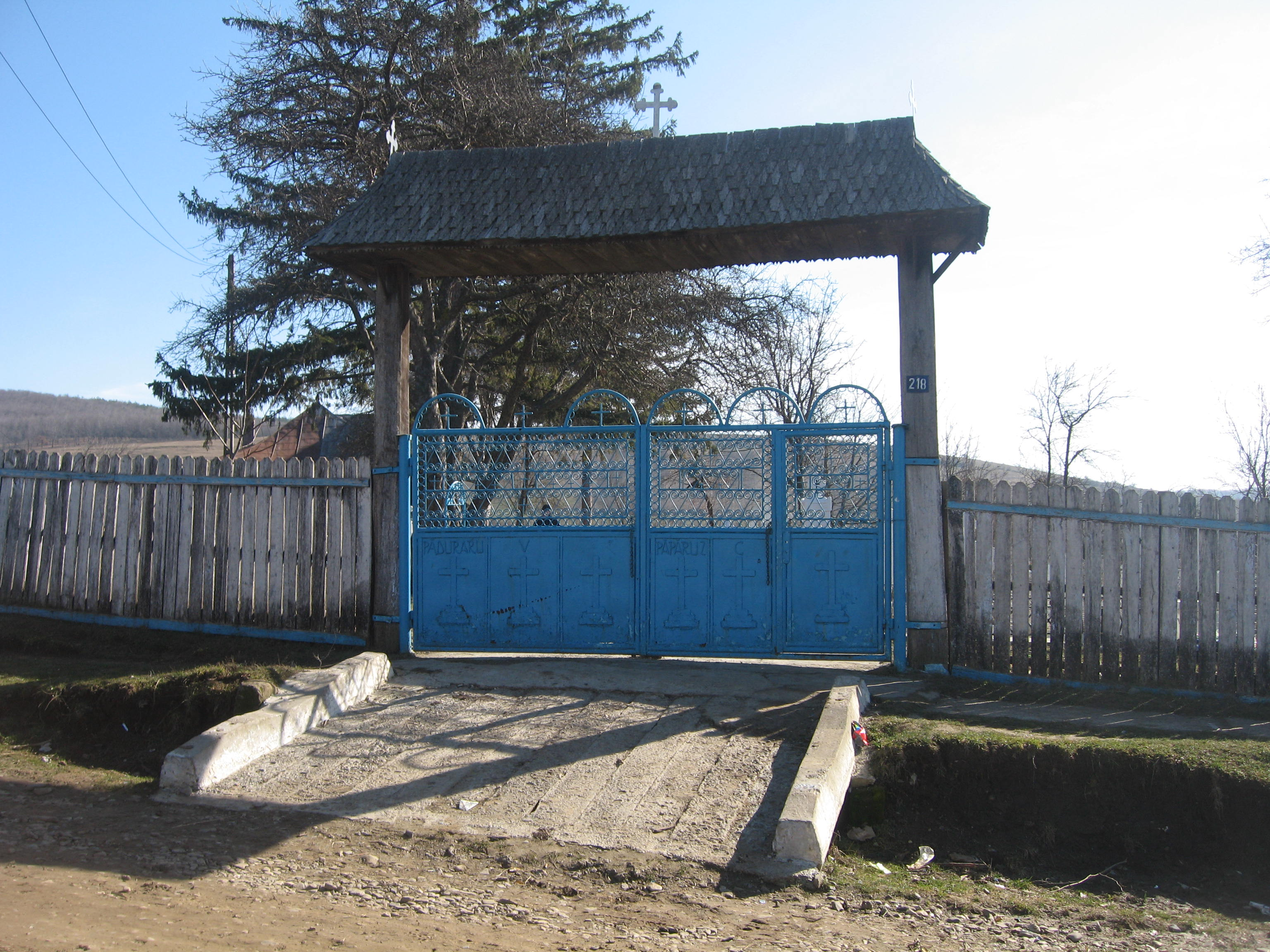
Poarta de lemn de intrare în cimitir
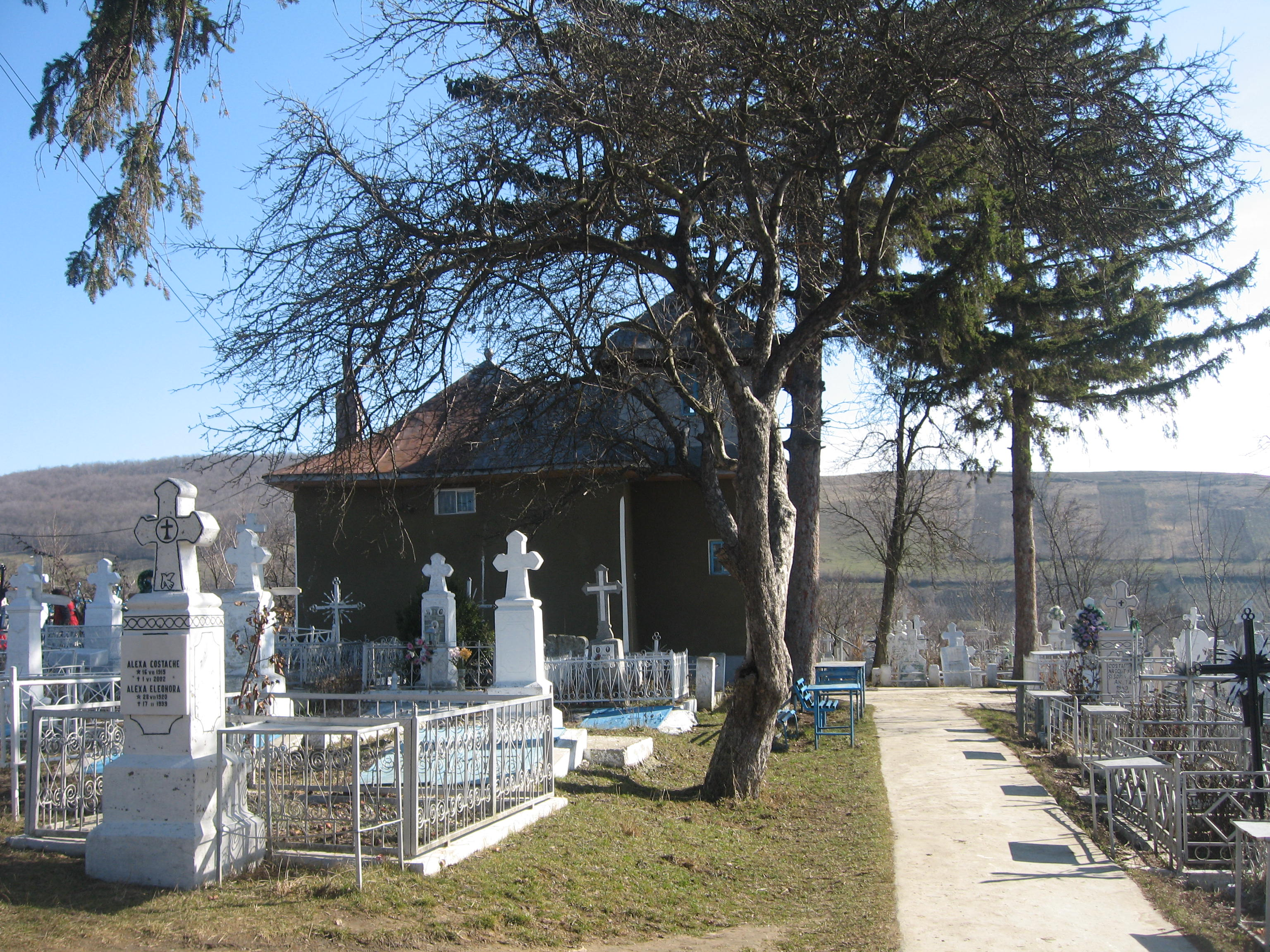
Biserica văzută dinspre intrarea în cimitir (latura de vest)
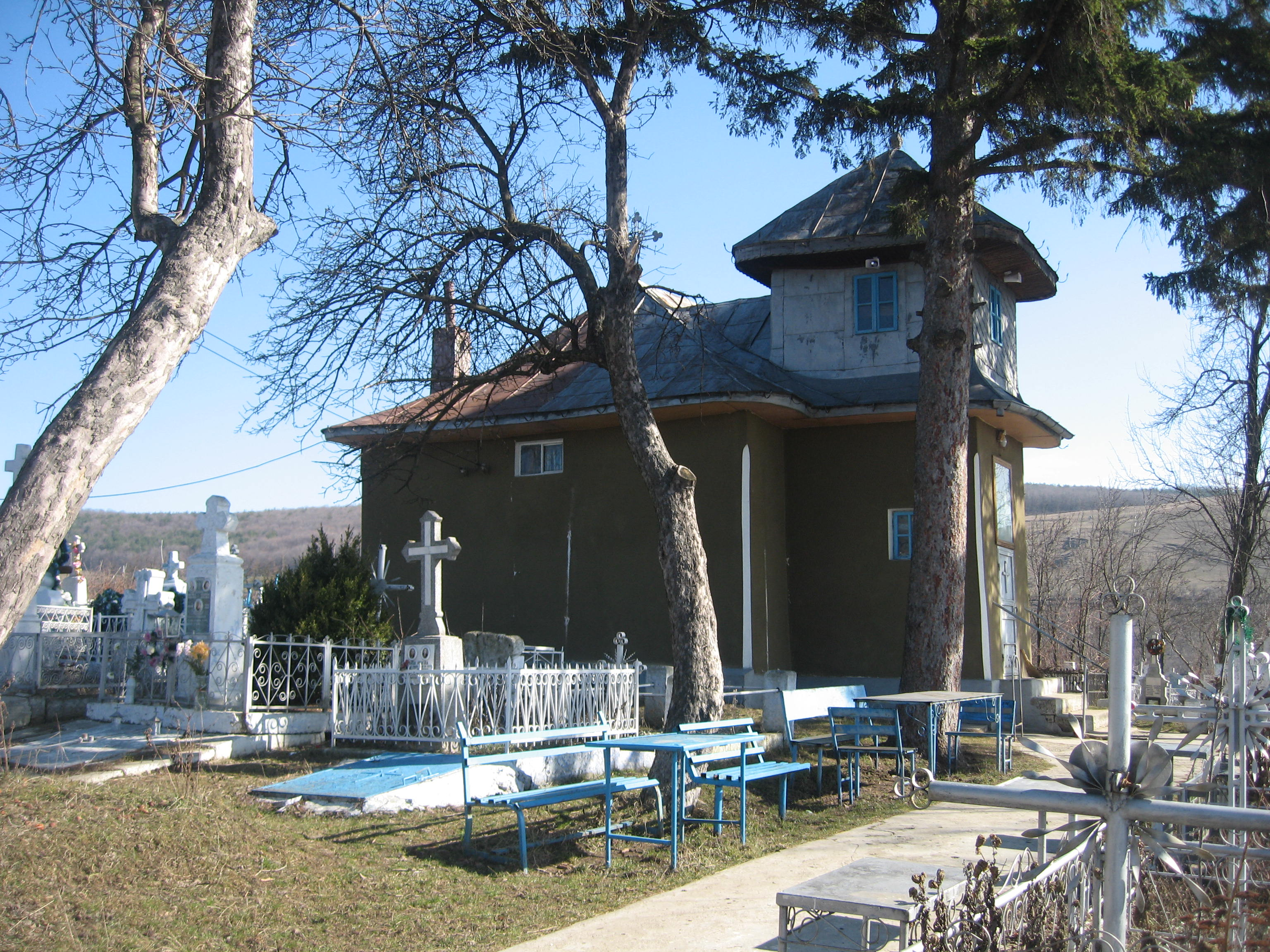
Biserica văzută dinspre intrarea în cimitir (latura de vest)
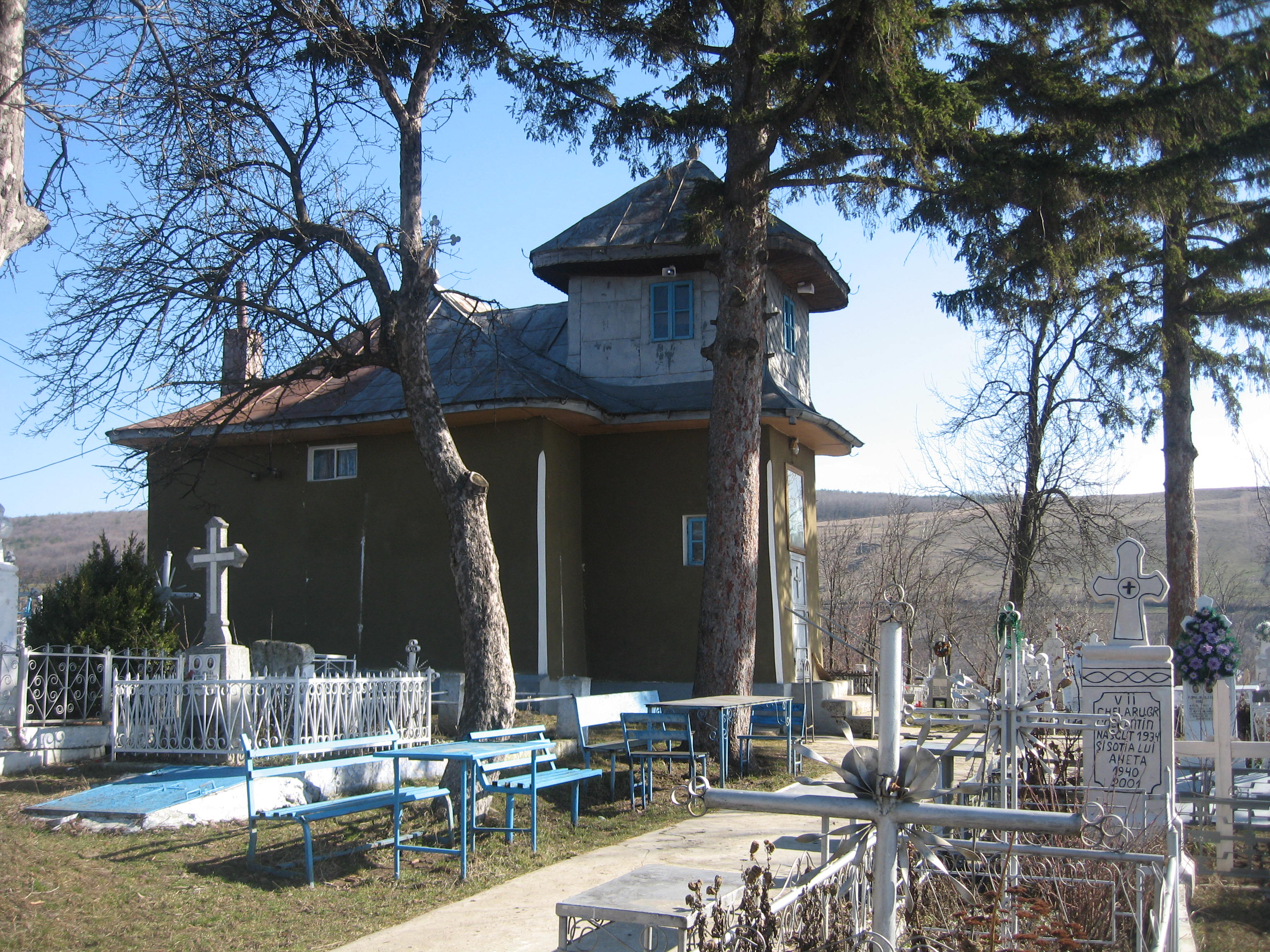
Biserica de lemn văzută de pe latura de sud-vest
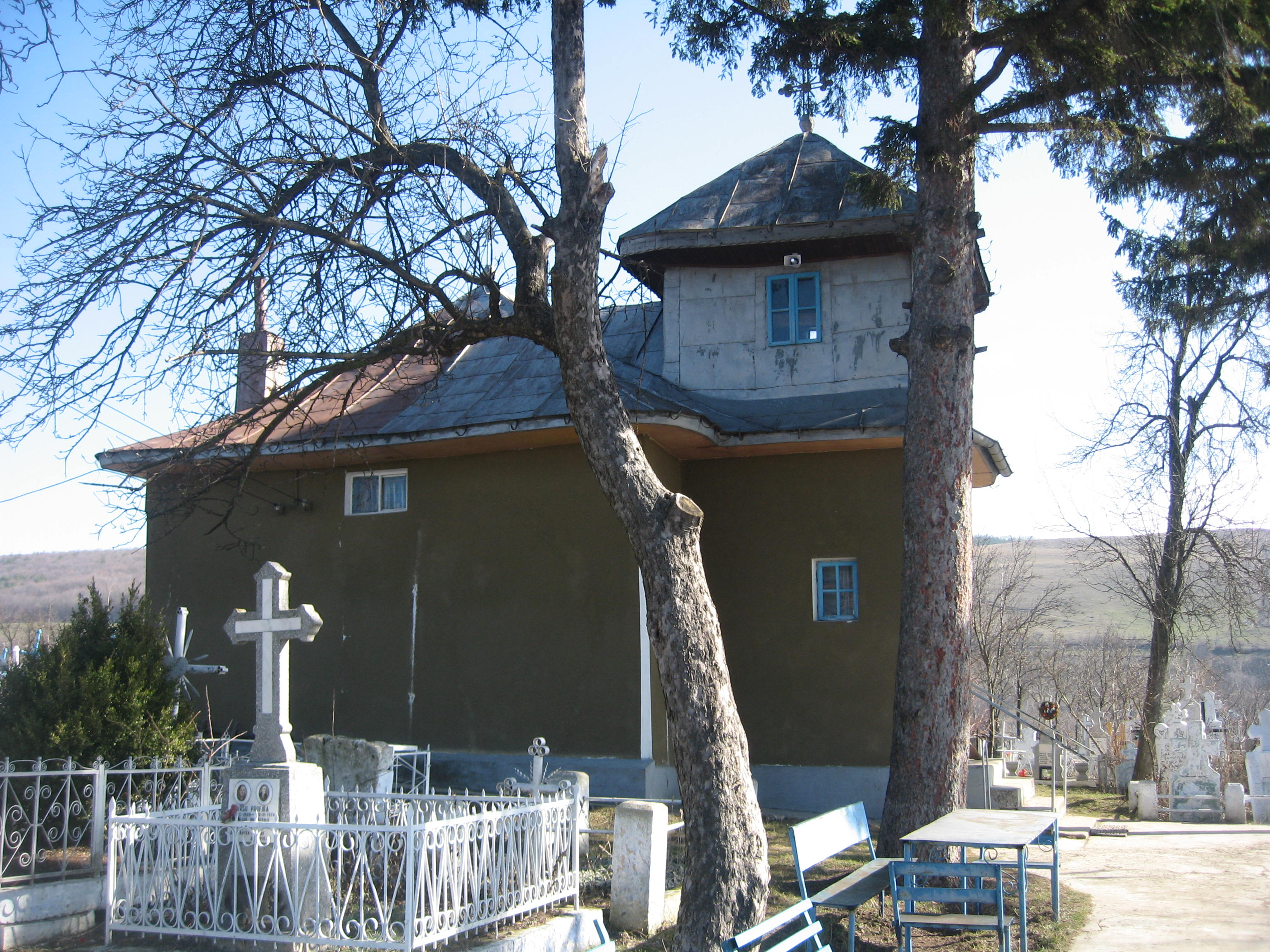
Biserica de lemn văzută de pe latura vestică
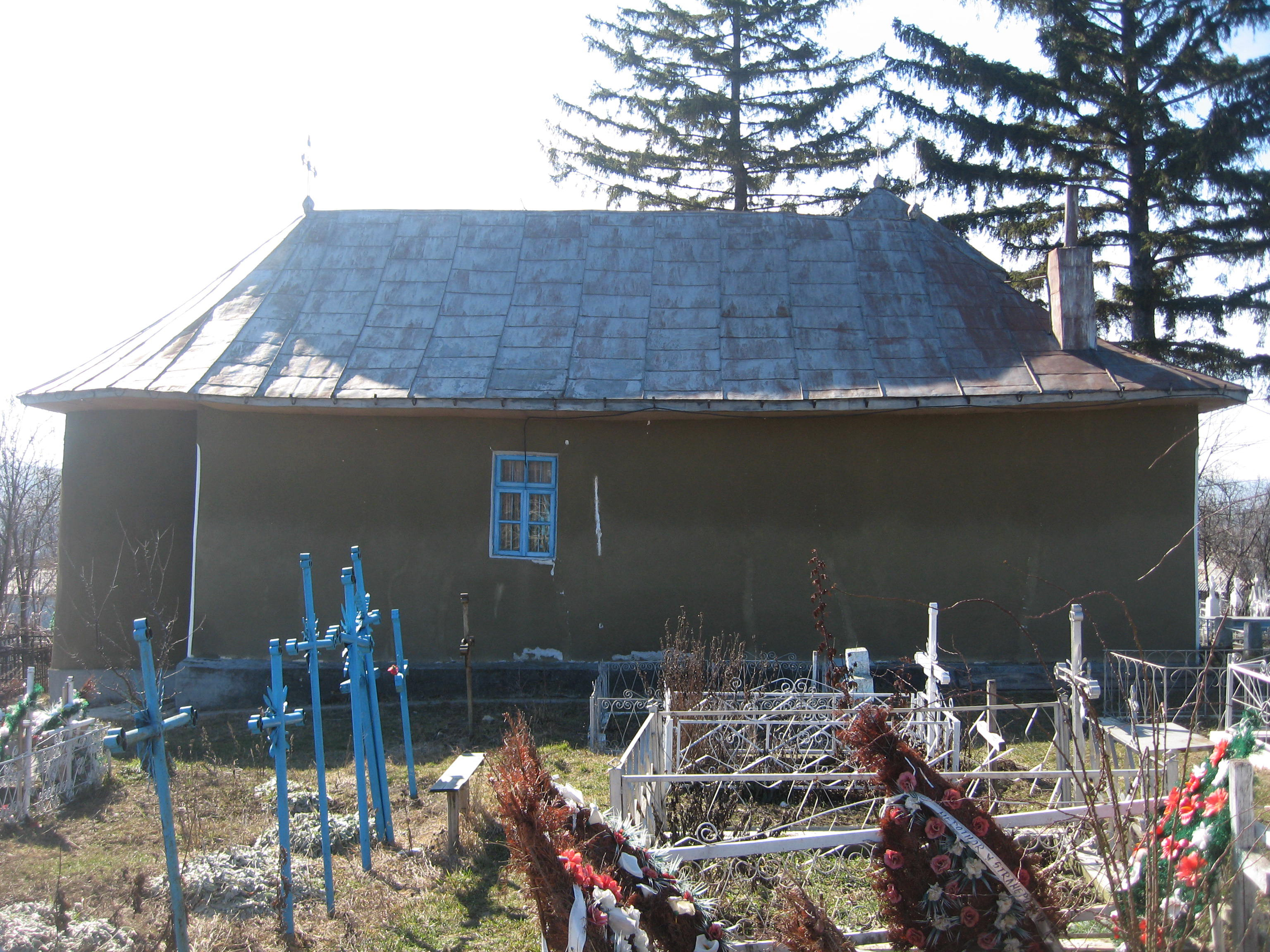
Biserica de lemn văzută de pe latura nordică
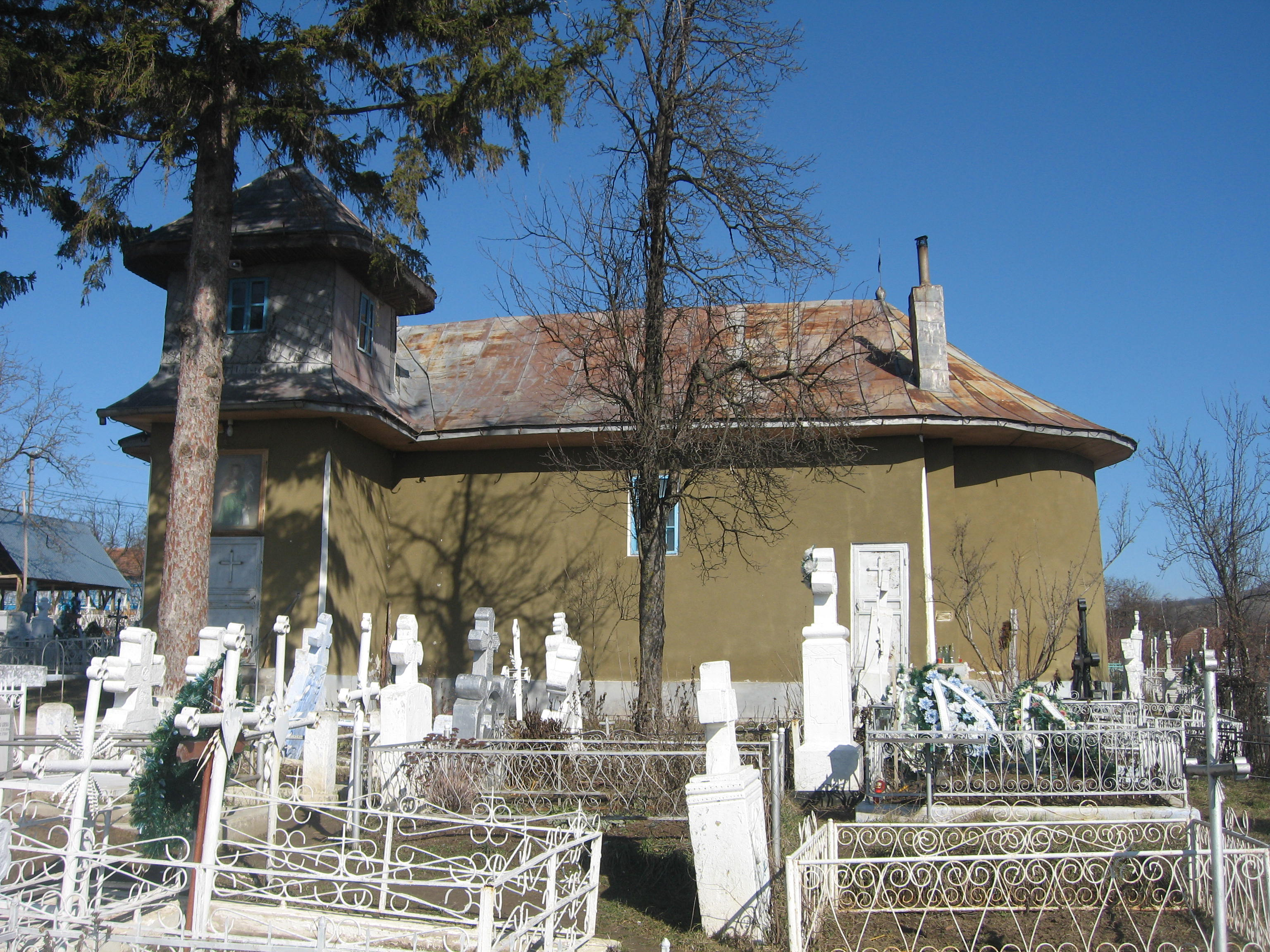
Biserica de lemn văzută de pe latura sudică
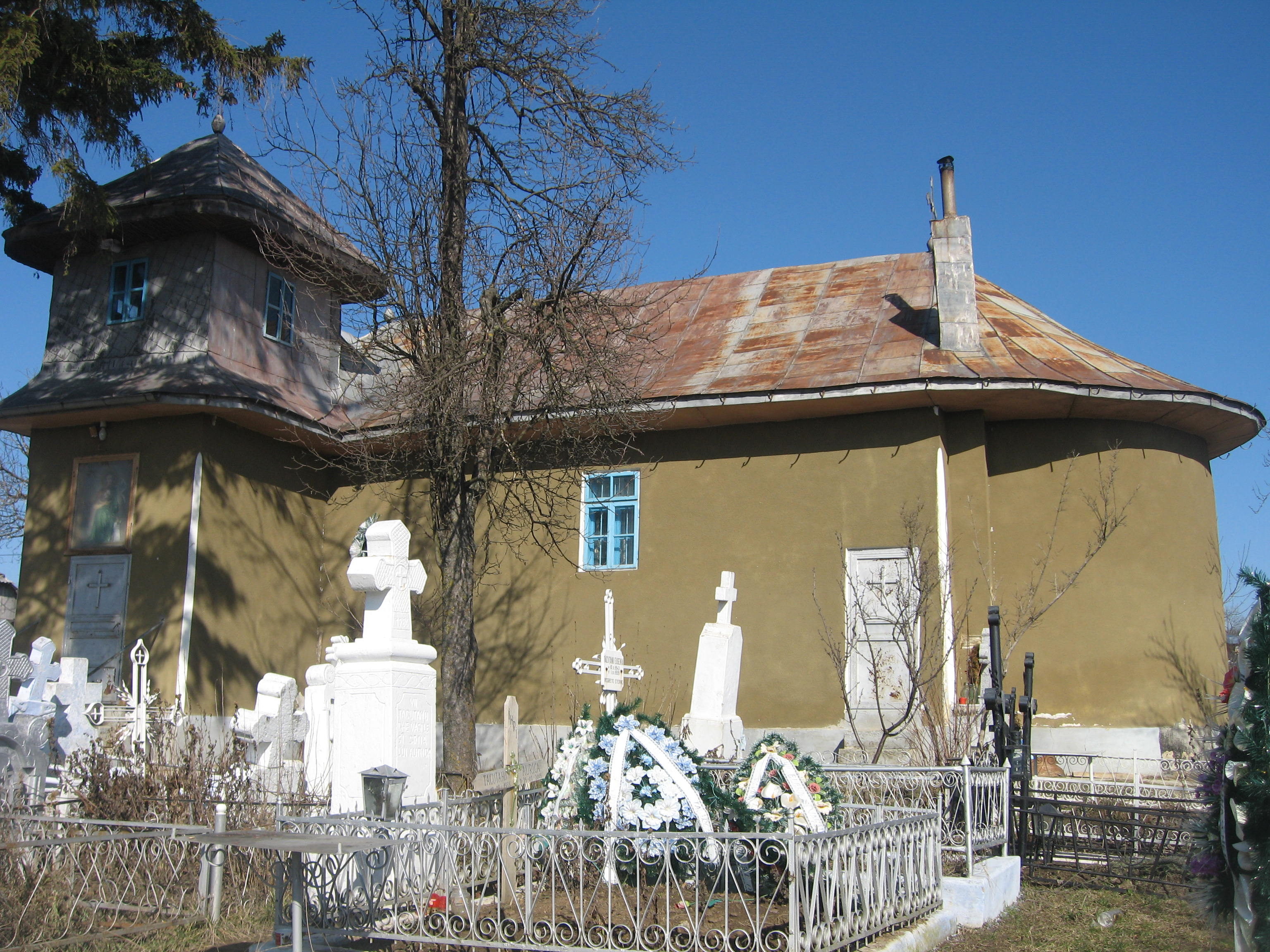
Biserica de lemn văzută de pe latura sudică
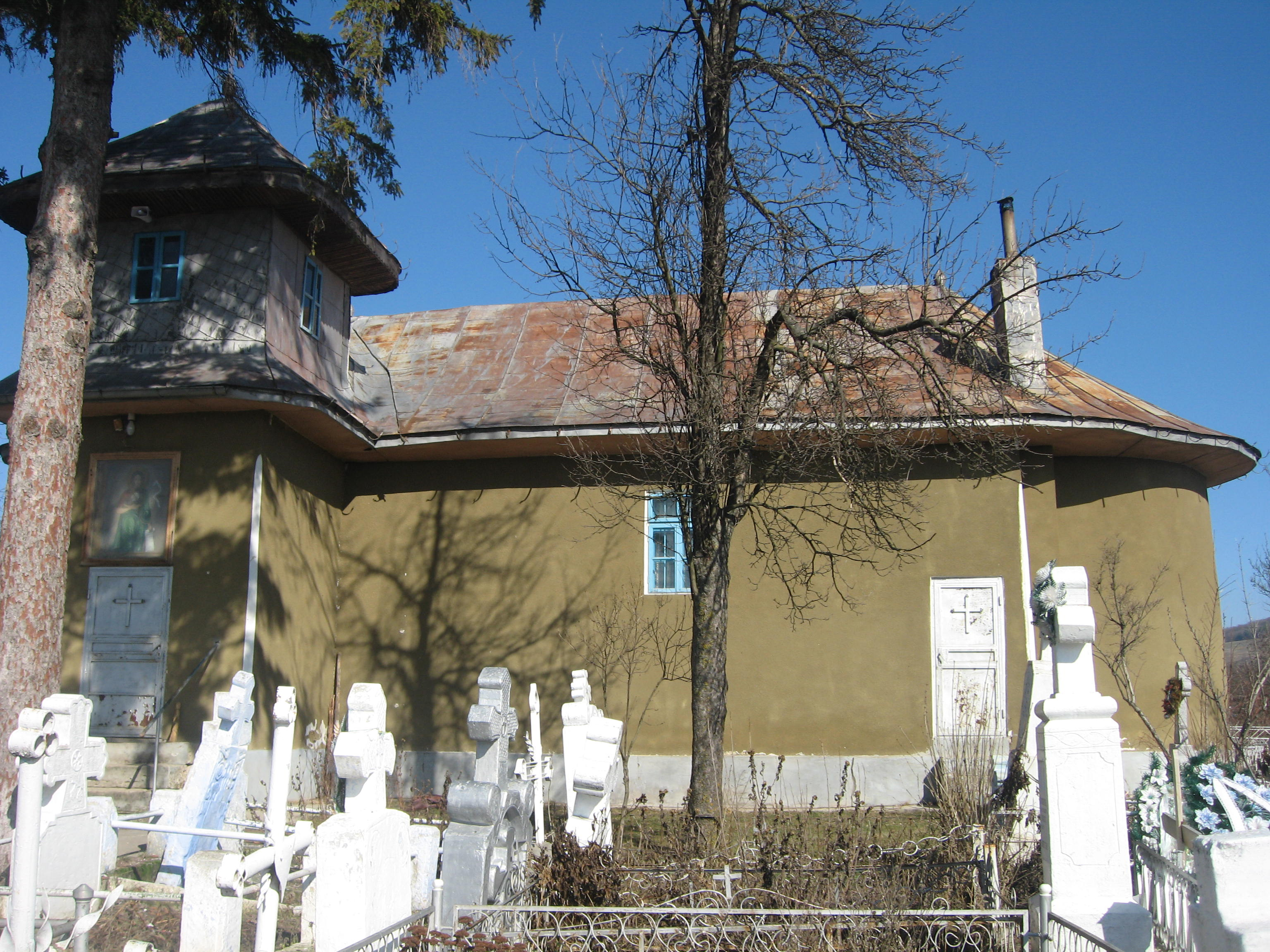
Biserica de lemn văzută de pe latura sudică
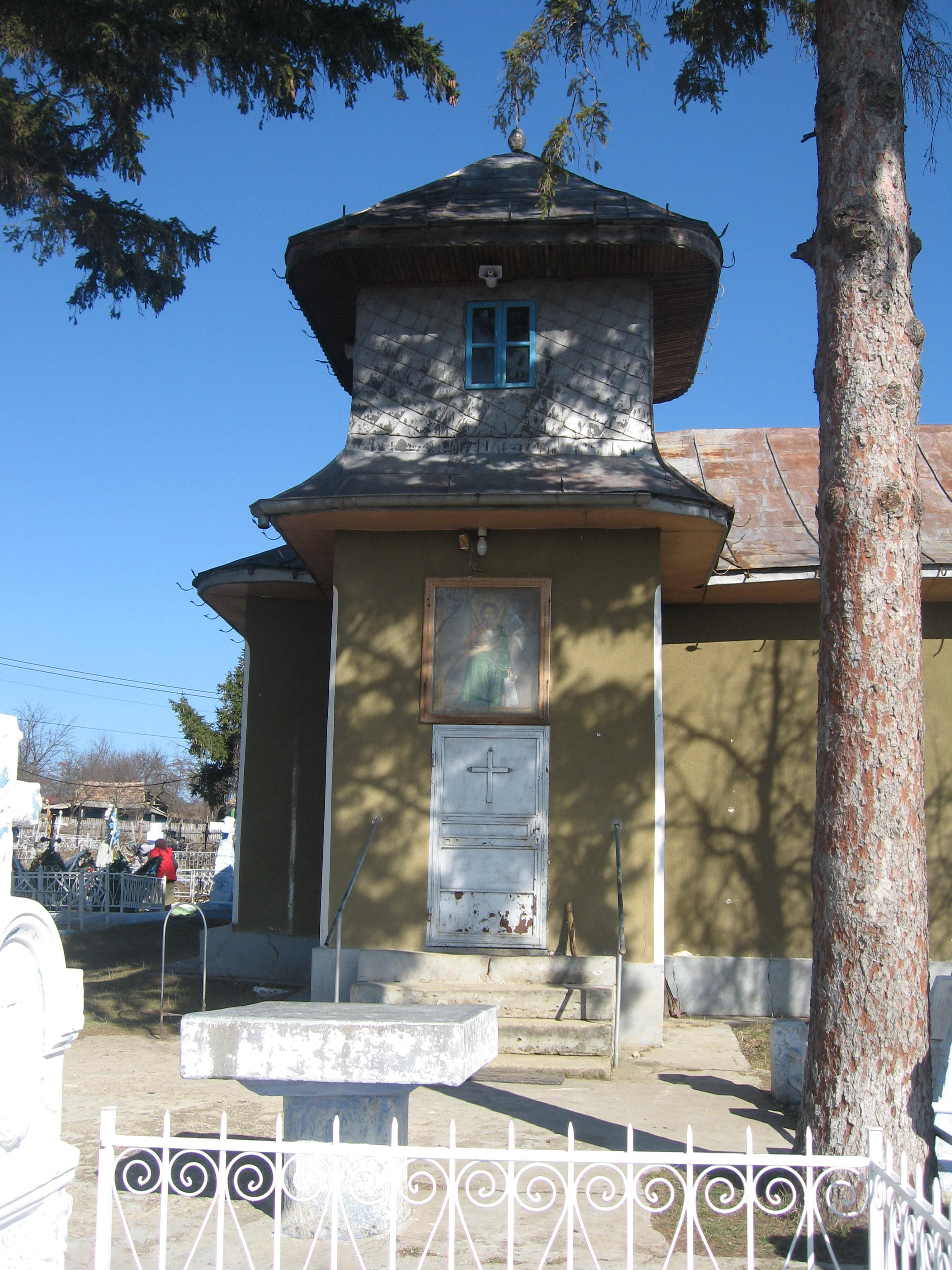
Clopotniţa ataşată de zidul bisericii - vedere de pe latura sudică
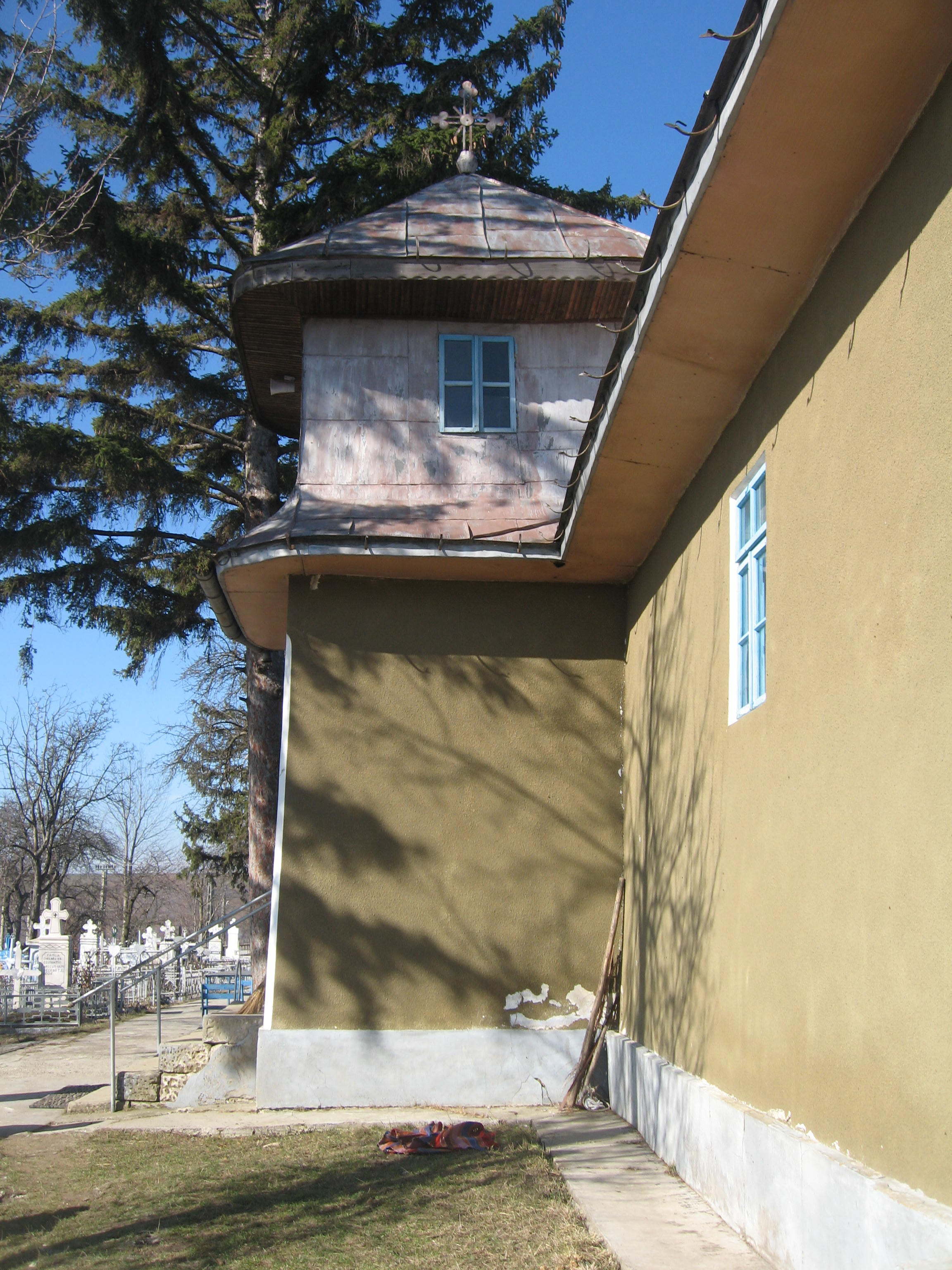
Clopotniţa ataşată de zidul bisericii - vedere de pe latura estică
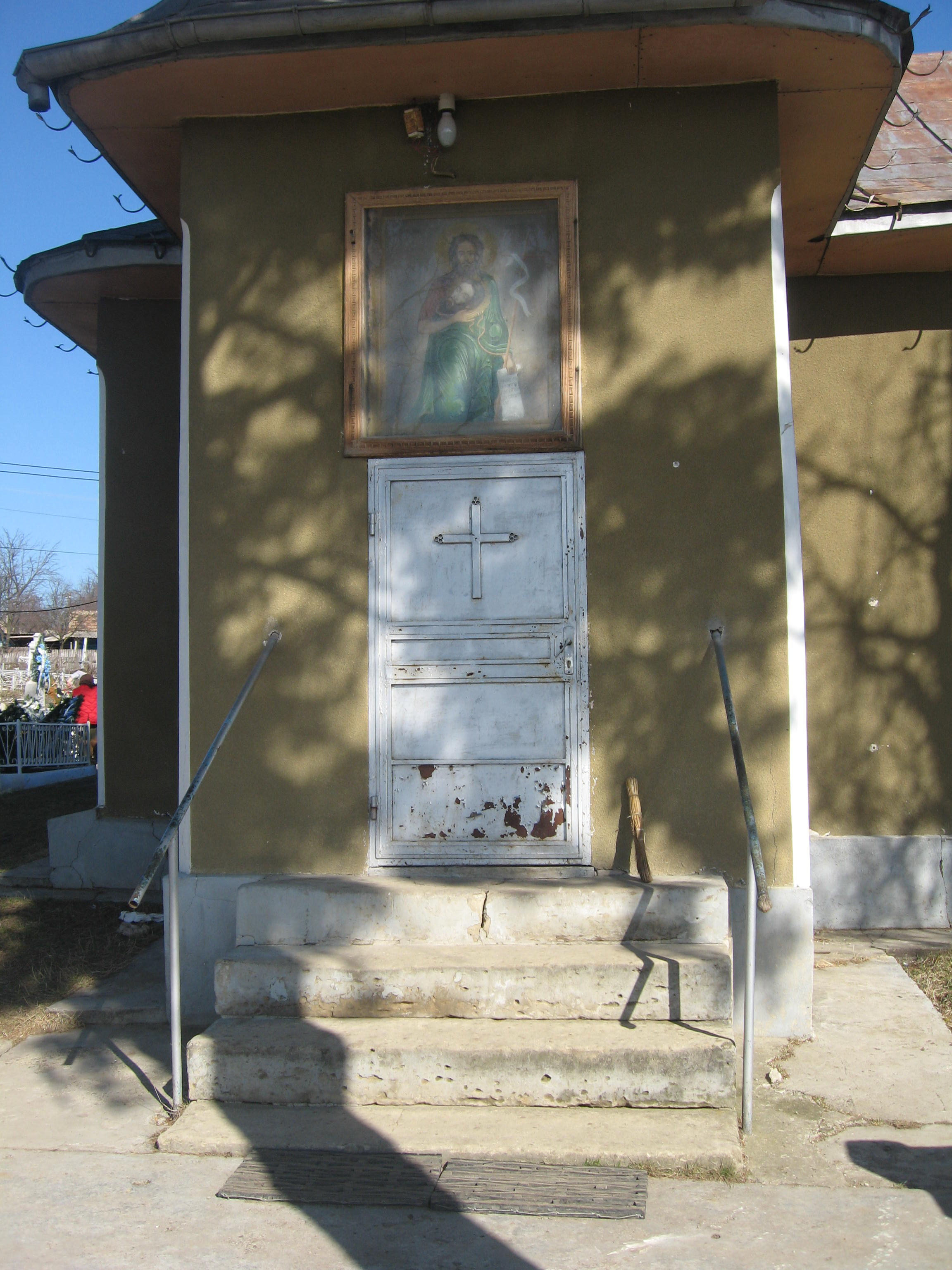
Intrarea în biserică